# Clemente Domínguez y Gómez
Gregório XVII, nome adoptado por Clemente Domínguez y Gómez (Écija, 23 de maio de 1946 – Utrera, 22 de março de 2005) foi o pontífice da Igreja Cristã Palmariana de 6 de agosto de 1978 até a data de sua morte, autoproclamado sucessor do Papa Paulo VI e legítimo 263º Papa da Igreja Católica. Ele foi um suposto visionário, vidente e místico, que, após alegadas aparições da Virgem Maria como Nossa Senhora Coroada de Palmar, na cidade de El Palmar de Troya, na Andaluzia, fundou uma ordem religiosa que afirmava continuar o trabalho dos carmelitas, conhecida como Carmelitas da Santa Face; depois de 1978, esta ordem tornou-se sinônimo da Igreja Palmariana.

## Biografia
Clemente Domínguez y Gómez nasceu em Écija, província de Sevilha, filho de Rafael Domínguez e Lucía Maria Gómez, pais católicos espanhóis, e foi criado com uma educação católica tradicional. Quando jovem, trabalhou em vários empregos diferentes, incluindo na Compañía Sevillana de Electricidad, uma empresa de eletricidade em Sevilha, e ganhou o apelido de "la Voltio", antes de se tornar contador em uma seguradora. Quando jovem, Clemente viveu um estilo de vida um tanto libertino, como descreve uma fonte palmariana durante sua juventude, ele tinha um "certo apego ao mundo e suas vaidades, mas com o mais terno amor filial para com a Virgem Maria".

### Nossa Senhora do Palmar
Aos 23 anos, ele se tornou intimamente associado ao movimento Palmar de Troya, que teve suas origens em uma suposta aparição da Virgem Maria, sob o título de Nossa Senhora do Palmar, em 30 de março de 1968, em El Palmar de Troya, uma vila perto de Utrera, na província de Sevilha. Ele alegou ter experimentado visões da Virgem Maria a partir de 30 de setembro de 1969, nas quais a suposta Virgem condenava a heresia e o progressismo, ou seja, a reforma da Igreja Católica Romana como resultado do Vaticano II, bem como a Cúria, "comunista e maçonica". Também afirmava visões de Jesus e de outros santos católicos e seus seguidores alegaram que ele possuía os estigmas. A Igreja Católica lançou dúvidas sobre a legitimidade das supostas visões e aparições.

### Ordenação
Em dezembro de 1975, Clemente Domínguez fundou sua própria ordem religiosa, os Carmelitas da Santa Face, supostamente seguindo instruções da Bem-Aventurada Virgem Maria em uma aparição.
Declarando-se tradicionalistas e anticomunistas, entraram em contato e trouxeram para Palmar o arcebispo católico tradicionalista Pierre Martin Ngô Đình Thục, o qual ordenou Clemente, Manoel e outros três religiosos como padres em 1 de janeiro de 1976, seguindo o rito tridentino. Em 11 de janeiro do mesmo ano, sem mandato pontifício, os dois novos padres foram elevados ao episcopado pelo mesmo arcebispo Thục, fazendo todos serem excomungados pela Igreja Católica Apostólica Romana.

### Reivindicação ao Papado
Em maio de 1976, Domínguez perdeu os globos oculares em um acidente de carro, e por isso também passa a ser chamado de "vidente cego". Ele alegou ter tido outras visões, incluindo de Jesus, que supostamente lhe disse: "Tu serás o futuro Pedro. O Papa que consolidará a Fé e a integridade na Igreja, lutando contra as heresias com grande força, porque te assistirão legiões de Anjos... O Grande Papa Gregório, a Glória das Oliveiras..." Ele também alegou que Cristo o havia nomeado seu vice-vigário, com o direito automático de sucessão ao papado após o Papa Paulo VI. Em 6 de agosto de 1978, o papa morreu, enquanto o Bispo Padre Fernando - nome que Clemente havia assumido desde o ano anterior - estava em viagem na Colômbia, reivindicou o papado, e proclamou-se Papa Gregório XVII. Segundo ele, Cristo lhe apareceu, juntamente com São Pedro e São Paulo, e o coroou com a tiara papal.
Em 15 de agosto de 1978, o Papa Gregório XVII foi coroado em El Palmar de Troya, pelo seu colégio de cardeais recém-nomeados, assim transferindo a Sé de Pedro, de Roma para sua nova localização. No local das primeiras aparições, ele deu ordens para erguer uma igreja, que mais tarde se tornou sua catedral-basílica; embora formalmente a sede apostólica tenha sido transferida para Palmar de Troya, Domínguez e boa parte dos seguidores da Igreja Palmariana continuaram a viver em Sevilha até poucos anos antes de sua morte. Durante seu papado, ele anatematizou os sucessores de Paulo VI e diversos outros clérigos católicos; criou novas práticas devocionais, incluindo um rito próprio e dogmas; dois concílios; e canonizou diversos novos santos, incluindo o General Francisco Franco e Cristóvão Colombo.
O Papa Gregório XVII faleceu na segunda-feira, 21 de março de 2005, aos 58 anos, em El Palmar de Troya. Após sua morte, o cargo de pontífice da igreja de El Palmar de Troya foi ocupado por Manuel Corral, que adotou o nome de Pedro II.

### Escândalos sexuais
Variados veículos da mídia, como o Jot Down e o Crónica, afirmam que o futuro vidente e (anti)papa era conhecido no submundo homossexual de Sevilha. Domínguez seria presença habitual nos locais de sexo gay na cidade de Sevilha, onde se oferecia aos transeuntes. O próprio Gregório XVII teria confessado aos seus seguidores seus pecados contra a castidade, com vários padres e freiras.

### Legado
Domínguez foi canonizado como santo por Corral em 24 de março de 2005, dois dias após sua morte. Ele foi posteriormente referido pelos adeptos da Igreja Palmariana como "Papa São Gregório XVII, o Magnífico", e no mês seguinte, como "Magnífico Doutor da Igreja". Em 29 de julho de 2005, Corral declarou "infalivelmente" que a alma de Domínguez não passou tempo no purgatório, mas ascendeu diretamente ao céu. A Igreja Católica Palmariana considera que o Papa Gregório XVII foi "vilmente caluniado e gravemente traído", descrevendo-o como um "Luminário Solar Excepcionalmente Radiante da Igreja".